# Éric Savin
Pour les articles homonymes, voir Savin (homonymie).
 (juillet 2023).
Si vous disposez d'ouvrages ou d'articles de référence ou si vous connaissez des sites web de qualité traitant du thème abordé ici, merci de compléter l'article en donnant les références utiles à sa vérifiabilité et en les liant à la section « Notes et références ».
Éric Savin, né le 14 novembre 1964 à Dijon, est un acteur français.

## Biographie
Éric Savin est issu d'une famille de rugbymen, ce qui le destinait plutôt à une carrière sportive. Mais une forte conviction le conduit à Paris pour tenter une carrière de comédien. Il est agent hospitalier à l'hôpital Bichat, à Paris, de 1985 a 1988, puis réussit le concours de la classe libre du Cours Florent. C'est lors d'une audition qu'il rencontre Xavier Durringer avec qui il collabore encore aujourd'hui.
Il fait ses débuts sur scène en 1989 dans Lorenzaccio de Musset monté par Francis Huster. Au cinéma c'est Bertrand Tavernier qui lui confie en 1992 son premier rôle : l'inspecteur Lefort dans L627. Il alterne régulièrement le théâtre, la télévision et le cinéma. Ses premiers succès arrivent avec les spectacles de Durringer comme La Petite Entaille en 1991, ou encore Surfeur en 1997, présenté au festival d'Avignon.
En 1993, il campe le frère rocambolesque de Karin Viard, dans le premier long métrage de Durringer la Nage indienne. On le remarque dans plusieurs seconds rôles comme notamment dans Emmène-moi de Michel Spinosa qu'il retrouvera plus tard pour Anna M, distingué au festival de Berlin, puis Capitaine Conan encore avec Tavernier, suivi de J'ai horreur de l'amour de Laurence Ferreira Barbosa puis, Une minute de silence, le premier film de Florent-Emilio Siri. Il retrouve Durringer avec J'irai au paradis car l'enfer est ici en 1997, film référence sur le milieu du banditisme où il est bouleversant.
Il obtient une nomination aux 7 d'or pour son interprétation d'un père divorcé qui enlève sa fille dans Vacances volées. Il accompagne aussi de nombreux cinéastes du court au long-métrage, comme Laurent Firode (Les Astres en 1998 ; Le Battement d'ailes du papillon en 2000), Pierre-Erwan Guillaume (Bonne résistance à la douleur en 1999 ; L'Ennemi naturel en 2004), Lyèce Boukhitine pour lequel il reprend le personnage du court métrage La vieille barrière, prix du jury au festival de Clermont-Ferrand en 98 dans La Maîtresse en maillot de bain. Enfin il joue dans le fameux Squash de Lionel Bailliu, multi-primé dans plusieurs festivals à travers le monde - dont une nomination aux Oscars en 2004 - et pour lequel il décroche le prix d'interprétation à Clermont-Ferrand. Tout naturellement, Éric Savin endosse le rôle principal du patron dominateur compulsif dans l'adaptation en long-métrage intitulée Fair Play où il partage l'affiche avec Marion Cotillard et Benoît Magimel.
Souvent qualifié d'acteur caméléon Éric Savin traverse de nombreux univers comme ceux de Sébastien Lifshitz (Les Terres froides, Presque rien), ou de Lætitia Colombani (À la folie pas du tout)... Il retrouve en 2002 Xavier Durringer pour Les Oreilles sur le dos, téléfilm pour Arte, adapté d'une nouvelle de Georges Arnaud (Le Salaire de la peur), une course poursuite à travers l'Amazonie. Au théâtre, il interprète Franck Meyer en duo avec Zabou Breitman dans Hilda, mis en scène par Frédéric Belier-Garcia, à l'Atelier. Plus récemment au cinéma il a joué aux côtés du couple Cassel/Bellucci dans Agents secrets de Frédéric Schoendorffer.
En 2006 il retrouve son complice de toujours Xavier Durringer pour Lady Bar, voyage initiatique en Thaïlande, histoire d'amour drôle et émouvante dans la complexité des sentiments. Le succès de ce film, décide Arte à la mise en chantier du deuxième opus, diffusé prochainement.
En 2008, avec plus de 80 rôles à son actif, il tourne la série Scalp pour Canal +, une plongée au cœur du CAC 40, où il incarne Raphaël un trader plutôt complexe. Dans le même temps, il est au théâtre La Bruyère, dans Chocolat Piment de Christine Reverho, mis en scène par José Paul (cinq nominations aux Molières), puis dernièrement dans Sans mentir de Xavier Daughreil au théâtre Tristan-Bernard.
Il est à l'affiche du thriller politique Une affaire d'État réalisé par Éric Valette, Copacabana, de Marc Fitoussi, et Pièce montée, tiré du best-seller de Blandine Le Callet, film chorale réunissant plusieurs générations d'acteurs et réalisé par Denys Granier-Deferre de retour au cinéma, ainsi que de Captifs, premier long métrage de Yann Gozlan (grand prix du Festival international du film fantastique de Gérardmer 2007), un film produit par Sombrero Films.
En 2014 il est le très crédible supérieur hiérarchique sadique de l'héroïne soumise de "Les Heures souterraines" téléfilm pour Arte de Philippe Harel tiré du roman éponyme de Delphine Le Vigan.
En 2016, il rejoint le casting de la série produite par Netflix Marseille. Il tient le rôle de Pharamond, directeur de la rédaction du journal local La Provence.

## Filmographie

### Cinéma
- 1992 : L'Échappée belle d'Antoine Vaton
- 1992 : L.627 de Bertrand Tavernier
- 1993 : La Nage indienne de Xavier Durringer
- 1994 : Emmène-moi de Michel Spinosa
- 1996 : Chacun cherche son chat de Cédric Klapisch
- 1997 : J'ai horreur de l'amour de Laurence Ferreira Barbosa
- 1997 : J'irai au paradis car l'enfer est ici de Xavier Durringer
- 1999 : Au cœur du mensonge de Claude Chabrol
- 1999 : Bonne résistance à la douleur de Pierre-Erwan Guillaume (court métrage)
- 2000 : Le Libertin de Gabriel Aghion
- 2000 : Presque rien de Sébastien Lifshitz
- 2000 : Le Battement d'ailes du papillon de Laurent Firode
- 2001 : Mes amis d'en France de Laurent Vinas-Raymond
- 2002 : À la folie... pas du tout de Lætitia Colombani
- 2004 : Agents secrets de Frédéric Schoendoerffer
- 2004 : L'Ennemi naturel de Pierre-Erwan Guillaume
- 2005 : Alex de José Alcala
- 2005 : Avant qu'il ne soit trop tard de Laurent Dussaux
- 2005 : Quartier V.I.P. de Laurent Firode
- 2005 : Léoléa de Nicolas Brossette
- 2006 : Fair Play de Lionel Bailliu
- 2006 : Ne le dis à personne de Guillaume Canet
- 2006 : Les Petites vacances d'Olivier Peyon
- 2006 : La Vie d'artiste de Marc Fitoussi
- 2007 : Le Dernier Voyage de Frédéric Duvin (court métrage)
- 2007 : L'Ennemi intime de Florent Emilio-Siri
- 2007 : Anna M de Michel Spinosa
- 2008 : La différence c'est que c'est pas pareil de Pascal Laëthier : Pierre
- 2009 : Une affaire d'État d'Éric Valette
- 2010 : Mirages de Talal Selhami
- 2010 : Pièce montée de Denys Granier-Deferre
- 2010 : Captifs de Yann Gozlan
- 2010 : Copacabana de Marc Fitoussi
- 2011 : Les Aventures de Philibert, capitaine puceau de Sylvain Fusée
- 2012 : Cloclo de Florent Emilio-Siri
- 2012 : Mauvaise fille de Patrick Mille
- 2012 : Par amour de Laurent Firode
- 2013 : Denis de Lionel Bailliu
- 2013 : Les Reines du ring de Jean-Marc Rudnicki
- 2015 : Un homme idéal de Yann Gozlan
- 2016 : Elle de Paul Verhoeven
- 2016 : Vendeur de Sylvain Desclous
- 2017 : De toutes mes forces de Chad Chenouga
- 2018 : L'Incroyable Histoire du facteur Cheval de Nils Tavernier
- 2021 : The Deep House de Alexandre Bustillo et Julien Maury
- 2021 : Mystère de Denis Imbert
- 2025 : La Vie devant moi de Nils Tavernier

### Télévision
- 1988 : Les Grandes Familles d'Édouard Molinaro
- 1992 : Imogène (épisode Imogène dégaine)
- 1992 : Julie Lescaut (épisode Police des viols)
- 1993 : Le Poids du corps de Christine François
- 1994 : L'Île aux mômes de Caroline Huppert
- 1995 : Terres gelées de Maurice Frydland
- 1995 : Navarro (épisode Fort Navarro)
- 1997 : La Famille Sapajou d'Élisabeth Rappeneau
- 1998 : Quai numéro un (épisode Jeu de massacre)
- 1999 : Joséphine, ange gardien (épisode Une santé d'enfer)
- 1999 : Les Terres froides de Sébastien Lifshitz
- 1999 : Vacances volées d'Olivier Panchot
- 2000 - 2003 : Femmes de loi : Yves Nicossérian capitaine puis commandant a la brigade criminelle
- 2000 : Sauvetage (épisodes Prisonniers sous la terre et Portés disparus)
- 2000 : Le Plafond de verre de Denis Malleval
- 2001 : Les p'tits gars Ladouceur de Luc Béraud
- 2002 : L'Enfant éternel de Patrick Poubel
- 2002 : Les Oreilles sur le dos de Xavier Durringer
- 2002 : Avocats et Associés (épisode Sexe, drogue et techno)
- 2002 : Les paradis de Laura d'Olivier Panchot
- 2003 : La vie quand même d'Olivier Péray
- 2004 : Moitié-moitié de Laurent Firode
- 2004 : Élodie Bradford (épisode Les crimes étaient presque parfaits)
- 2004 : Par accident de Jérôme Foulon
- 2004 : Bien agités ! de Patrick Chesnais
- 2004 : Brasier d'Arnaud Sélignac
- 2005 : La Pomme de Newton de Laurent Firode
- 2005 : Le Bal des célibataires de Jean-Louis Lorenzi
- 2005 : Le Mystère Alexia de Marc Rivière
- 2006 : Lady Bar de Xavier Durringer
- 2006 : La Maison de ses rêves d'Olivier Megaton
- 2006 : L'Inconnue de la départementale de Didier Bivel
- 2008 : Répercussions de Caroline Huppert
- 2008 : Scalp de Xavier Durringer
- 2009 : Lady Bar 2 de Xavier Durringer
- 2009 : Profilage (épisode De l'autre côté du miroir)
- 2011 : Les Edelweiss de Philippe Proteau
- 2011 : Corps perdus d'Alain Brunard
- 2011 : Le Temps du silence de Franck Appréderis
- 2011 : La Part des anges de Sylvain Monod
- 2011 : Interpol (épisode Nuit polaire)
- 2012 : Clash de Pascal Lahmani
- 2013 : Dame de sang de Alexis Lecaye
- 2013 : La Source de Xavier Durringer
- 2013 : Candice Renoir (épisode La vérité sort de la bouche des enfants)
- 2013 : Léo Matteï, Brigade des mineurs (épisode Les yeux dans le dos)
- 2014 : Rouge Sang de Xavier Durringer
- 2014 : Origines de Jérôme Navarro
- 2014 : Section de recherches : Colonel Pierre Carsenac (épisode Balle à blanc)
- 2014 : Joséphine, ange gardien (épisode Les boloss)
- 2014 : Nina (épisode Qui trop embrasse)
- 2015 : Mon cher petit village de Gabriel Le Bomin
- 2015 : Accusé (épisode L'histoire de Sophie)
- 2015 : Les Heures souterraines de Philippe Harel
- 2015 : Alice Nevers, le juge est une femme (épisode Chut)
- 2015 : Tunnel (saison 2)
- 2015 : Rappelle-toi de Xavier Durringer
- 2016 - 2018 : Marseille de Florent Emilio-Siri
- 2018 : La Stagiaire : Paul Redon (épisode Une famille sans histoire)
- 2018 : Le Chalet de Camille Bordes-Resnais
- 2018 : Dix pour cent (épisode Béatrice)
- 2018 : La Faute de Nils Tavernier
- 2018 : Kepler(s) de Frédéric Schoendoerffer
- 2019 : On va s'aimer un peu, beaucoup... (saison 2)
- 2019 : Osmosis (série Netflix)
- 2019 : Un avion sans elle de Jean-Marc Rudnicki
- 2019 : Balthazar (épisode Face à la Mort)
- 2020 : César Wagner d'Antoine Garceau
- 2020 : Un mauvais garçon de Xavier Durringer
- 2020 : De l'autre côté de Didier Bivel
- 2021 : Face à face de July Hygreck et Julien Zidi
- 2022 : Pour l'honneur d'un fils d'Olivier Guignard
- 2022 : Meurtres à Font-Romeu de Marion Lallier
- 2023 : Le Secret de la grotte de Christelle Raynal
- 2023 : Ici tout commence : Aurélien Armand
- 2023 : Cannes police criminelle de Camille Delamarre : Père Placid
- 2024 : La Fulgurée de Didier Bivel : Félix Guyon
- 2024 : Meurtres à Nîmes d'Anne Péjean : Walter Castelnau
- 2024 : Slow Horses (saison 4)
- 2024 : Enquête Parallèle : Jacques (épisode Un crime presque parfait)
- 2025 : Meurtres à Bussang de Didier Bivel : Fabrice Delors
- 2025 : À l'instinct (épisode La Mort en marche) : Brice Lemoine
- 2025 : Soleil noir (mini-série) de Marie Jardillier et Édouard Salier : Thierry Mazier

## Théâtre
- 1988 : Pièces détachées de Jean-Michel Ribes, mise en scène Pascal Barraud
- 1989 : Lorenzaccio de Alfred de Musset, mise en scène Francis Huster
- 1991 : Une petite entaille de Xavier Durringer, mise en scène de l'auteur
- 1992 : Le roi s'amuse de Victor Hugo, mise en scène Jean-Luc Boutté
- 1994 : La Quille de Xavier Durringer, mise en scène de l'auteur
- 1994 : Les Crachats de la lune de Gildas Bourdet, mise en scène Jean-Michel Lahmi, théâtre de la Michodière
- 1995 : Le Songe d'une nuit d'été de Shakespeare, mise en scène Christophe Lidon
- 1996 - 1999 : Polaroïd et Surfers de Xavier Durringer, mise en scène de l'auteur
- 2002 : Hilda de Marie NDiaye, mise en scène Frédéric Bélier-Garcia
- 2003 : Monty Python's flying circus, mise en scène Thomas Le Douarec
- 2007 : Chocolat Piment de Christine Reverho, mise en scène Agnès Boury et José Paul, théâtre La Bruyère
- 2009 : Le Bug de Richard Strand, mise en scène Beata Nilska, théâtre La Bruyère
- 2011 : Entre deux ils d'Isabelle Cote, mise en scène Agnès Boury et José Paul, théâtre de l'Œuvre
- 2012 : L'Invité de David Pharao, mise en scène Stéphane Hillel, tournée
- 2015 : Petits Crimes conjugaux d'Éric-Emmanuel Schmitt, mise en scène Marianne Épin, tournée
- 2018 : Au début de François Bégaudeau, mise en scène Panchika Velez, Centre national de création d'Orléans, puis théâtre du Petit Montparnasse
- 2019 : 2+2 de Cyril Gély et Eric Rouquette, mes Jeoffrey Bourdenet, Théâtre Tristan Bernard
- 2019-2020 : Fleur de peau, un conte urbain de Sandie Masson, mes Patrick Azam, Théâtre Essaïon